# オーシャンシステム

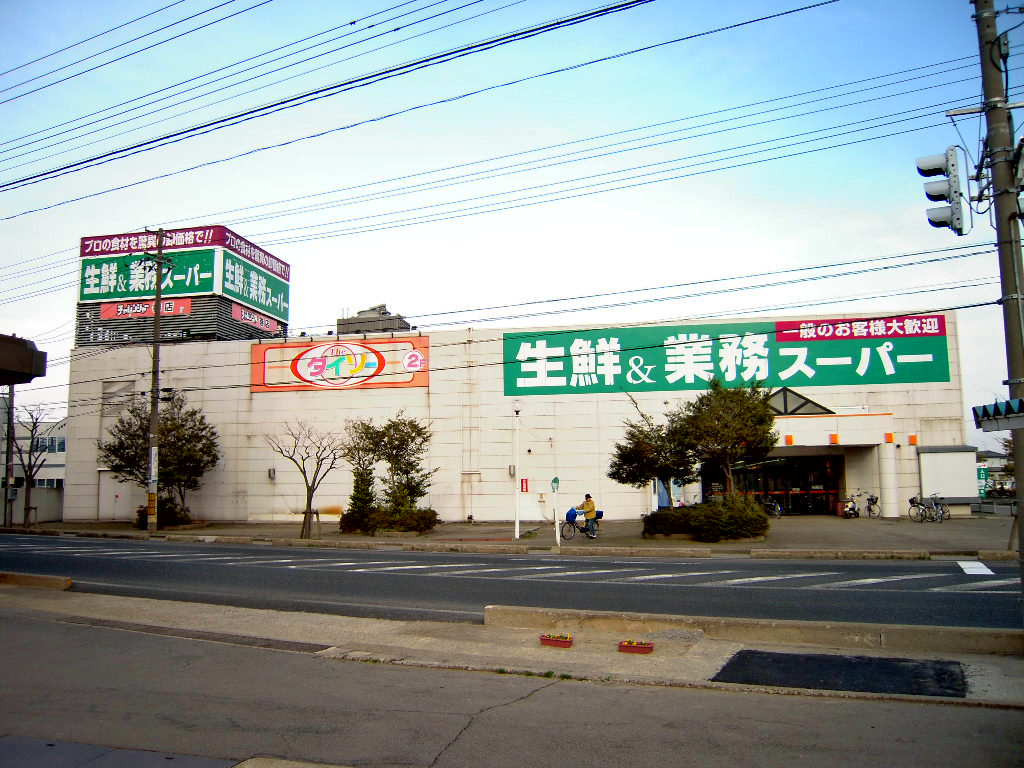
店舗例:チャレンジャー巻店（旧店舗）

株式会社オーシャンシステム（Ocean System Corporation）は、新潟県三条市に本社を置く食品関連企業である。
展開ブランドには、食品スーパー「チャレンジャー」「業務スーパー」、事業所向け弁当給食事業「フレッシュランチ39」、家庭向け食材宅配事業「ヨシケイ」などがある。

## 沿革
- 1955年（昭和30年） - 食品の小売店として創業。
- 1963年（昭和38年）6月 - 同社の前身であるひぐち食品（ひぐちしょくひん）を開業。
- 1977年（昭和52年）11月 - 株式会社ひぐち食品設立。
- 1978年（昭和53年）11月1日 - 株式会社ヨシケイ新潟を設立し、食材宅配業界に参入。
- 1983年（昭和58年）6月 - 株式会社ヨシケイ新潟群馬支店を開業。後に株式会社ヨシケイ群馬となる。
- 1990年（平成2年）
  - 4月 - 株式会社ヨシケイ新潟北海道支店を開業。
  - 12月 - 株式会社新潟カウボーイを設立し、食品小売業界に参入。後に株式会社チャレンジャー本社となる。
- 1994年（平成6年）2月 - 株式会社日本海サービス設立。旅館業界に参入。
- 1998年（平成10年）4月 - 株式会社ヨシケイ新潟を存続会社として関係会社6社を吸収合併し、現社名に変更。
- 2000年（平成12年）4月 - 株式会社サンキューオールジャパンを100%子会社化。
- 2001年（平成13年）12月 - 新潟県の業務スーパー1号店「業務スーパー燕三条店」開店。
- 2005年（平成17年）1月 - 「こしひかり弁当」1号店を東京都内に開店。
- 2008年（平成20年）3月 - ジャスダック上場。
- 2009年（平成21年）12月 - 千葉県千葉市にこしひかり弁当専用工場「百米千葉工場」を建設。
- 2010年（平成22年）11月 - 山形県米沢市に所在する弁当給食事業を営む株式会社フーディーを100％子会社化。
- 2013年（平成25年）
  - 4月 - 飲食店「廻船問屋 日本海」を新潟市内に開店。
  - 8月 - 「百米千葉工場」が総合衛生管理HACCP認証協会の総合衛生管理HACCP認証取得。
- 2015年（平成27年）5月 - 飲食店「米どころん」1号店を東京都内に開店。
- 2017年（平成29年）9月 - 同年10月2日に、茨城県内で業務スーパーのフランチャイズを展開する株式会社カワサキを小会社化することを発表[1]。

## 事業内容
- チャレンジャー事業部（スーパーマーケット事業）
  - 食品スーパー「チャレンジャー」の運営（自社業態）
- 業務スーパー事業部（スーパーマーケット事業）
  - 業務用食材スーパー「業務スーパー」のFC店舗展開（神戸物産のフランチャイズ）
- ランチサービス事業部（日配給食事業）
  - 「フレッシュランチ39」（サンキューオールジャパンのフランチャイズ）
  - 「ぐるめし本舗」（自社業態）
    - 事業所向け弁当の製造・販売

  - 食堂運営受託
    - 企業・学校内食堂運営の受託

  - 「39ケータリングサービス」（自社業態）
    - パーティー・イベント用料理のケータリング
    - 特注弁当・オードブルの製造・販売
- デリカフーズ事業部（惣菜製造事業）
  - 首都圏向け持帰り弁当「魚沼産こしひかり弁当”百米”」
    - 魚沼産コシヒカリ100%使用の持帰り弁当を販売。首都圏に直営店、FC加盟店を展開する。

  - 大手コンビニ・百貨店向け惣菜製造の受託
- 宅配事業部（食材宅配事業）
  - ヨシケイ新潟、ヨシケイ群馬、ヨシケイ北海道の運営（ヨシケイ開発のフランチャイズ）
- フードサービス事業部（旅館その他事業）
  - 新潟県長岡市寺泊（旧・寺泊町）に所在する割烹旅館「海風亭 寺泊 日本海」の運営
  - 新潟県新潟市中央区万代・新潟日報メディアシップ（新潟日報社本社ビル）内に所在する飲食店「廻船問屋 日本海」の運営

## 関連会社
- サンキューオールジャパン -「フレッシュランチ39」ブランドのフランチャイズ展開
- 株式会社カワサキ - 業務スーパー事業、加盟店
- フーディー - 山形県米沢市の事業所向け弁当給食企業